# São Bento Abade (kommun)
São Bento Abade är en kommun i Brasilien.   Den ligger i delstaten Minas Gerais, i den sydöstra delen av landet, 700 km söder om huvudstaden Brasília. Antalet invånare är 4 577.
Följande samhällen finns i São Bento Abade:
- São Bento Abade

Omgivningarna runt São Bento Abade är huvudsakligen savann. Runt São Bento Abade är det ganska tätbefolkat, med 80 invånare per kvadratkilometer.